# Salix ernestii
Salix ernestii — вид квіткових рослин із родини вербових (Salicaceae).

## Морфологічна характеристика
Це кущ. Гілочки спочатку сіро ворсинчасті, потім голі. Листкова ніжка до 1 см; листкова пластинка еліптична чи зворотно-яйцеподібно-еліптична, ≈ 11 × 4 см, абаксіально (низ) запушена, у зрілому стані рідко гола, адаксіально запушена, край цілісний або нечітко залозистий зубчастий дистально, верхівка округла, тупа чи гостра. Чоловіча сережка 4–5 × ≈ 1 см. Жіноча сережка тонше чоловічої, до 13 см у плоді. Коробочка вузькояйцеподібна, ≈ 5 мм, волосиста.

## Середовище проживання
Сичуань, Юньнань, Тибет. Населяє гірські схили; на висотах 2700–3500 метрів.